# Мезхеб
Мезхеб или мадхаб (арап. مذهب) је муслиманска правна школа или фикх. У првих 150 година ислама, основан је већи број таквих школа. Неколико асхаба (савремених Мухамедових дружина) је основало своје школе. Познатије школе исламског права у Дамаску у Сирији, Куфи и Басри у Ираку и Медини у Саудијској Арабији су опстале као маликијски мезхеб, док су се друге ирачке школе стопиле у ханифијски мезхеб. шафитске, ханбалитске, захиријске и џариријске школе су основане касније, али су последње две касније нестале.